# Giorgio Fontana
Giorgio Fontana (Saronno, 22 aprile 1981) è uno scrittore italiano.

## Biografia
Cresce a Caronno Pertusella e studia Filosofia all'Università Statale di Milano, laureandosi con una tesi sul realismo interno di Hilary Putnam.
Nel 2007 pubblica il romanzo d'esordio Buoni propositi per l'anno nuovo (Mondadori), cui segue Novalis (Marsilio 2008).
Con il reportage narrativo sugli immigrati a Milano, Babele 56. Otto fermate nella città che cambia (Terre di Mezzo 2008 e 2014, in riedizione), è finalista al Premio Tondelli 2009. Nel 2011 pubblica per Zona il saggio La velocità del buio.
Per legge superiore, uscito a fine ottobre 2011 per Sellerio, ha vinto il Premio Racalmare - Leonardo Sciascia 2012, il Premio lo Straniero 2012 e la XXVI edizione del Premio Chianti. Il libro ha avuto sette ristampe ed è stato tradotto in Francia (Seuil), Germania (Nagel&Kimche) e Paesi Bassi (Wereldbibliotheek).
Morte di un uomo felice (Sellerio 2014) chiude il dittico su magistratura e giustizia iniziato con Per legge superiore. Il libro è vincitore del Premio Campiello 2014 e del Premio Loria 2014 ed è stato tradotto in otto paesi.
Dopo il romanzo Un solo paradiso (Sellerio 2016), pubblica un reportage a fumetti sullo slum Deep Sea di Nairobi, Lamiere (Feltrinelli 2019), scritto a sei mani con Danilo Deninotti e Lucio Ruvidotti.
Il suo penultimo romanzo è la vasta saga familiare Prima di noi (Sellerio 2020), con il quale si è aggiudicato - oltre al Premio Mondello e al Premio Salgari - il Premio Bagutta l'anno successivo. La RAI ha annunciato nel palinsesto 2025-2026 la serie televisiva tratta dal romanzo, scritta da Valia Santella e Giulia Calenda, per la regia di Daniele Luchetti e Valia Santella.
Pubblica in seguito Il mago di Riga (Sellerio 2022), romanzo dedicato allo scacchista sovietico Michail Tal', campione del mondo nel 1960 e uno dei più estrosi giocatori di tutti i tempi.
Nel 2024, sempre per Sellerio, esce il saggio Kafka. Un mondo di verità.
Fontana ha pubblicato articoli e saggi su diverse riviste - fra cui Tuttolibri, il domenicale del "Sole 24 ore", Doppiozero, il manifesto, The Massachusetts Review, The European Review of Books, Asymptote - e dal 2005 al 2010 è stato condirettore del pamphlet letterario "Eleanore Rigby".
Vive e lavora a Milano. Per quattro anni è stato docente di Scrittura creativa presso la NABA e ha tenuto corsi alla Scuola Holden. Sceneggia storie per il settimanale "Topolino" e insegna scrittura alla Scuola Belleville.

## Narrativa
- Buoni propositi per l'anno nuovo, Milano: Mondadori, 2007
- Novalis, Venezia: Marsilio, 2008
- Babele 56. Otto fermate nella città che cambia, Milano: Terre di Mezzo, 2008 e 2014
- Per legge superiore, Palermo: Sellerio, 2011
- Morte di un uomo felice, Palermo: Sellerio, 2014
- Un solo paradiso, Palermo: Sellerio, 2016
- Prima di noi, Palermo: Sellerio, 2020
- Il mago di Riga, Palermo: Sellerio, 2022

## Saggistica
- La velocità del buio, Genova: Zona, 2011
- Kafka. Un mondo di verità, Palermo: Sellerio, 2024

## Fumetto
- Lamiere, Milano: Feltrinelli, 2019 (con Danilo Deninotti e Lucio Ruvidotti)

## Riconoscimenti
- Premio Sodalitas per il Giornalismo Sociale - Sezione Web 2011
- Premio lo Straniero 2012
- Premio Racalmare - Leonardo Sciascia 2012
- Premio Letterario Chianti - 26ª edizione - 2013[8]
- Premio Campiello 2014[9]
- Premio Loria 2014
- Premio Scrivere per Amore 2017
- Premio Mondello 2020[10]
- Premio della critica del Premio Brianza 2020
- Premio Salgari 2020
- Premio Bagutta 2021
- Premio Alvaro - Bigiaretti 2021